# صفر ليسوع وأنقذ روحك
صفر ليسوع وأنقذ روحك (بالإنجليزية: Honk for Jesus. Save Your Soul.)‏ هو فيلم كوميدي أمريكي لعام 2022، من سيناريو وإخراج وإنتاج أداما إيبو، اختتم التصوير الرئيسي في يوليو 2021. تم عرض الفيلم لأول مرة في مهرجان صندانس السينمائي في 23 يناير 2022، وتم إصداره بشكل مسرحي وبثه على بيكوك في 2 سبتمبر 2022.

## روابط خارجية
- صفر ليسوع وأنقذ روحك على موقع IMDb (الإنجليزية)
- صفر ليسوع وأنقذ روحك على موقع ميتاكريتيك (الإنجليزية)
- صفر ليسوع وأنقذ روحك على موقع روتن توميتوز (الإنجليزية)
- صفر ليسوع وأنقذ روحك على موقع فيلمافينيتي (الإسبانية)
- صفر ليسوع وأنقذ روحك على موقع قاعدة بيانات الفيلم (الإنجليزية)
- صفر ليسوع وأنقذ روحك على موقع ليتربوكسد (الإنجليزية)
- صفر ليسوع وأنقذ روحك على موقع كينوبويسك (الروسية)